# クロード・ロラン
クロード・ロラン（フランス語: Claude Lorrain, 1600年代 - 1682年11月23日）は、本名をクロード・ジュレといい、フランスのバロック・フランス古典主義絵画の画家。ロレーヌ地方の出身なので、「ロラン」と呼ばれ、生涯の大半をローマで送った。プッサンと同時代に活躍した。理想風景を追求する画風で知られ、代表作は『海港 シバの女王の上陸』。日本では、国立西洋美術館、静岡県立美術館、山梨県立美術館、東京富士美術館に収蔵されている。

## 生涯

### 初期
ロランは1604年または5年にロレーヌ地方、シャマーニュの貧しい家に5人兄弟の一人として生まれた。12歳で孤児になり木彫り職人で兄のジャン・ジュレとフライブルクに移住した。その後、彼は生計を立てるためローマ、さらにナポリへと移住した。1619年から1621年までナポリでゴフレード・ウァルスの許で修行する。1625年の4月ローマに戻りアゴスティーノ・タッシに師事。タッシの許を離れた後、幾多の災難に見舞われながらも、生地ロレーヌ地方の他、イタリア、フランス、ドイツを旅した。ロレーヌ公の宮廷画家カール・ダーバントはロランを1年間助手として雇っており、ナンシーではカルメル会教会の天井に建築物を描いている。

### 円熟期

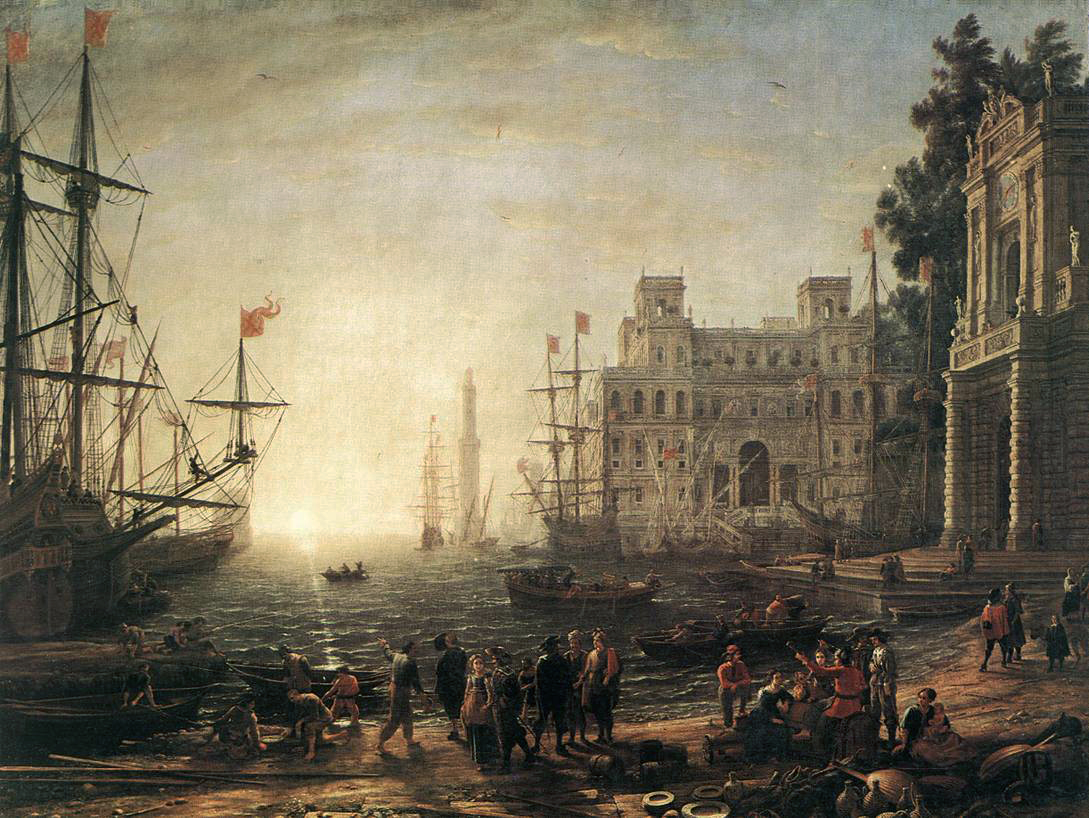
『ヴィラ・メディチのある港』（1637年）、ウフィツィ美術館、フィレンツェ

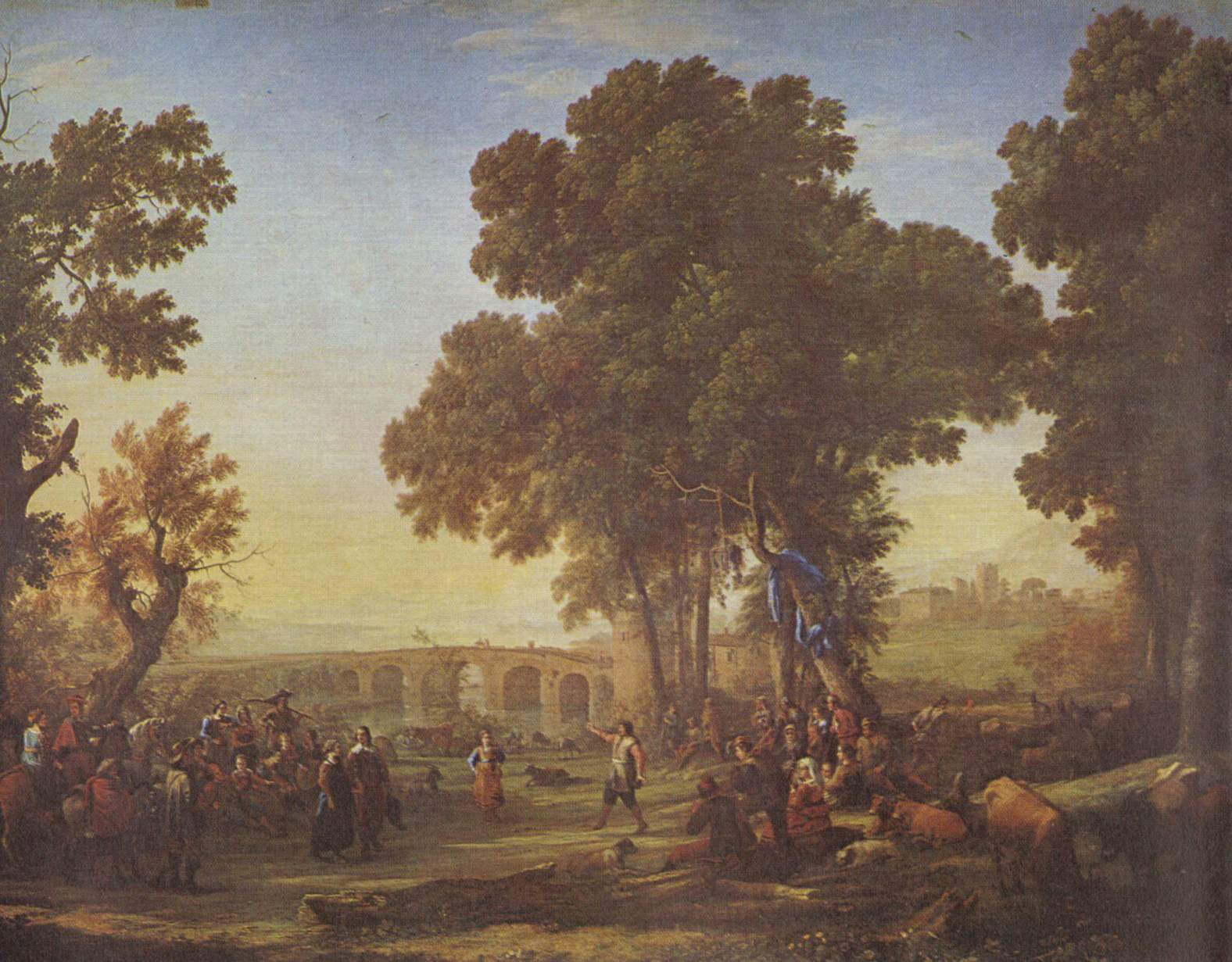
『村の祭り』（1639年）、ルーヴル美術館、パリ

1627年、ロランはローマに戻り、グイード・ベンティボグリオの為に描いた二つの風景画によりウルバヌス8世をパトロンにする。1637年頃からは急速に風景画家、海景画家としての名声を高めていく。同じフランス人のニコラ・プッサンとも交友があり、カンパーニャ・ロマーナを共に旅している。二人共、風景画家と呼ばれているが、プッサンの風景は人物の背景である一方、ロランの絵では人物は片隅に描かれるものの、絵の本当の主題は陸地、海、空である。他の画家に人物の描画をしばしば依頼しており、その中にはジャック・クルトワやフィリッポ・ラウリが含まれる。絵の購入者には、自分は風景を売ったが人物はおまけだと言っていた。
同じ主題の繰り返しを避ける目的と、自分の作品の良質な複製を提供するため、彼は各国に送られた自分のほぼ全ての作品を淡彩入りのドローイングで複製し裏面には購入者の名前を記載した。ドローイングをまとめて本を出し、この本をロランは『真実の書（Liber Veritatis）』と名づけた。この貴重な作品は銅版画に複製出版され、後の風景画家の模範となる。痛風に苦しんだ彼は、1682年の11月21日もしくは23日に亡くなり、トリニタ・アル・モンテ（Trinità al Monte）の頂に葬られた。彼の莫大な遺産は、甥と養子の娘（姪の可能性あり）に残された。

## 評価と遺産
ローマでは17世紀中頃まで風景が真剣に取り組むべき画題と見做されることは無かった。北ヨーロッパではドイツのアダム・エルスハイマーやパウル・ブリルが幾つかの作品で風景を主題とした作品を描いている。他にもレオナルド・ダ・ヴィンチのドローイングやバルダッサーレ・ペルッツィの装飾的フレスコ画で風景が主題となっている。しかし主要なイタリアの画家が本格的な作品で風景を主題とするのはアンニーバレ・カラッチと弟子のドメニキーノを待たなければならない。尤も彼等に於いてもロランと同じように表向きは神話や宗教を主題としていた。主題として風景を扱うことは明らかに非古典的で、ありえないことだった。カラッチの才能は古典の作品を理想としたルネサンス美術とは相容れないものであったし、ドメニキーノの才能も宗教または神話上の主題を高く評価する対抗宗教改革時のローマではサポートを得るのが難しかった。背景には純粋な風景画は静物画や風俗画と同じように、道徳的真剣さに欠けると見做す当時の美学上の視点が有る。17世紀イタリア美術の神学、哲学上の中心地ローマはそのような伝統からの離脱の準備はできていなかった。

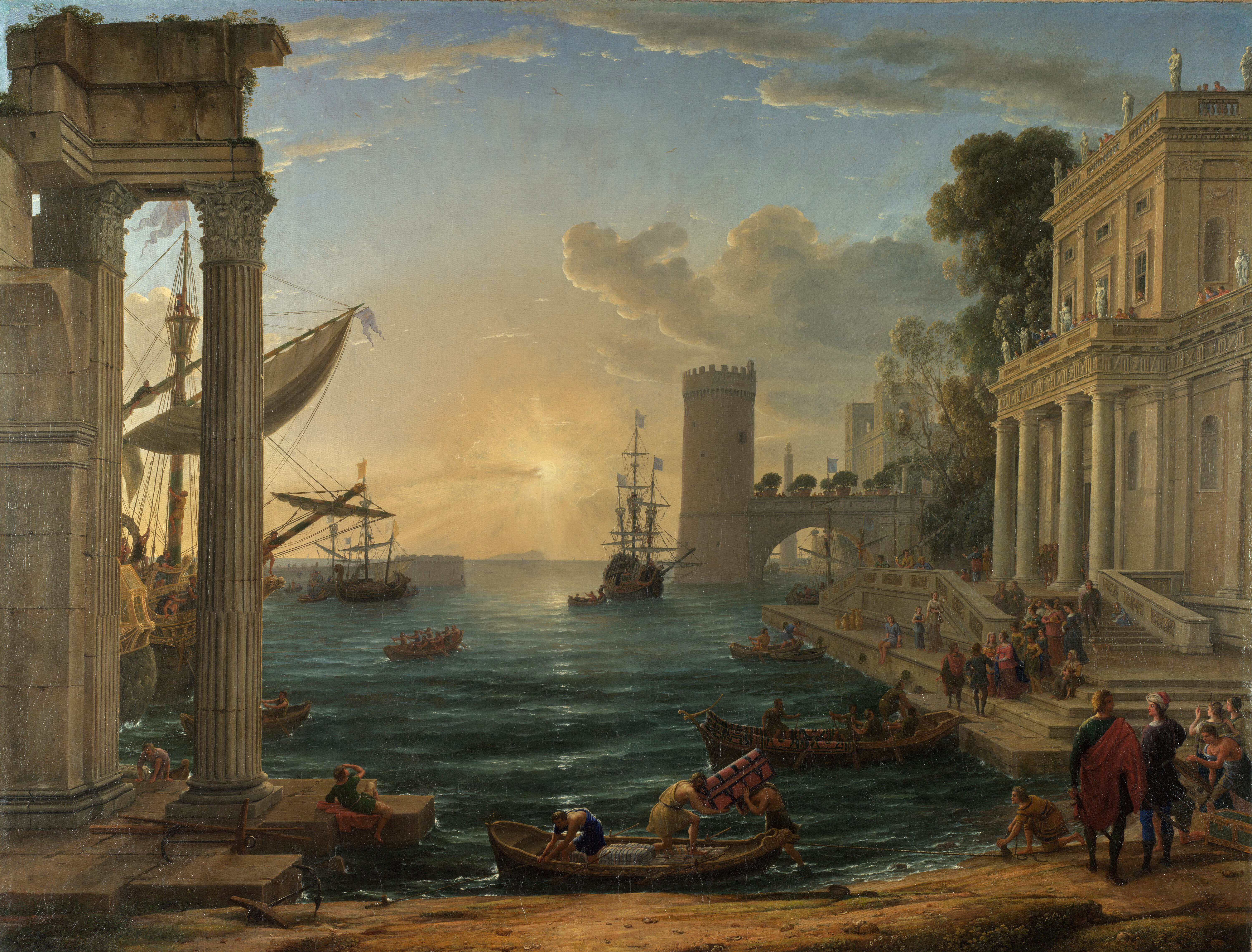
『海港 シバの女王の上陸』 (1648年)、ナショナル・ギャラリー (ロンドン)

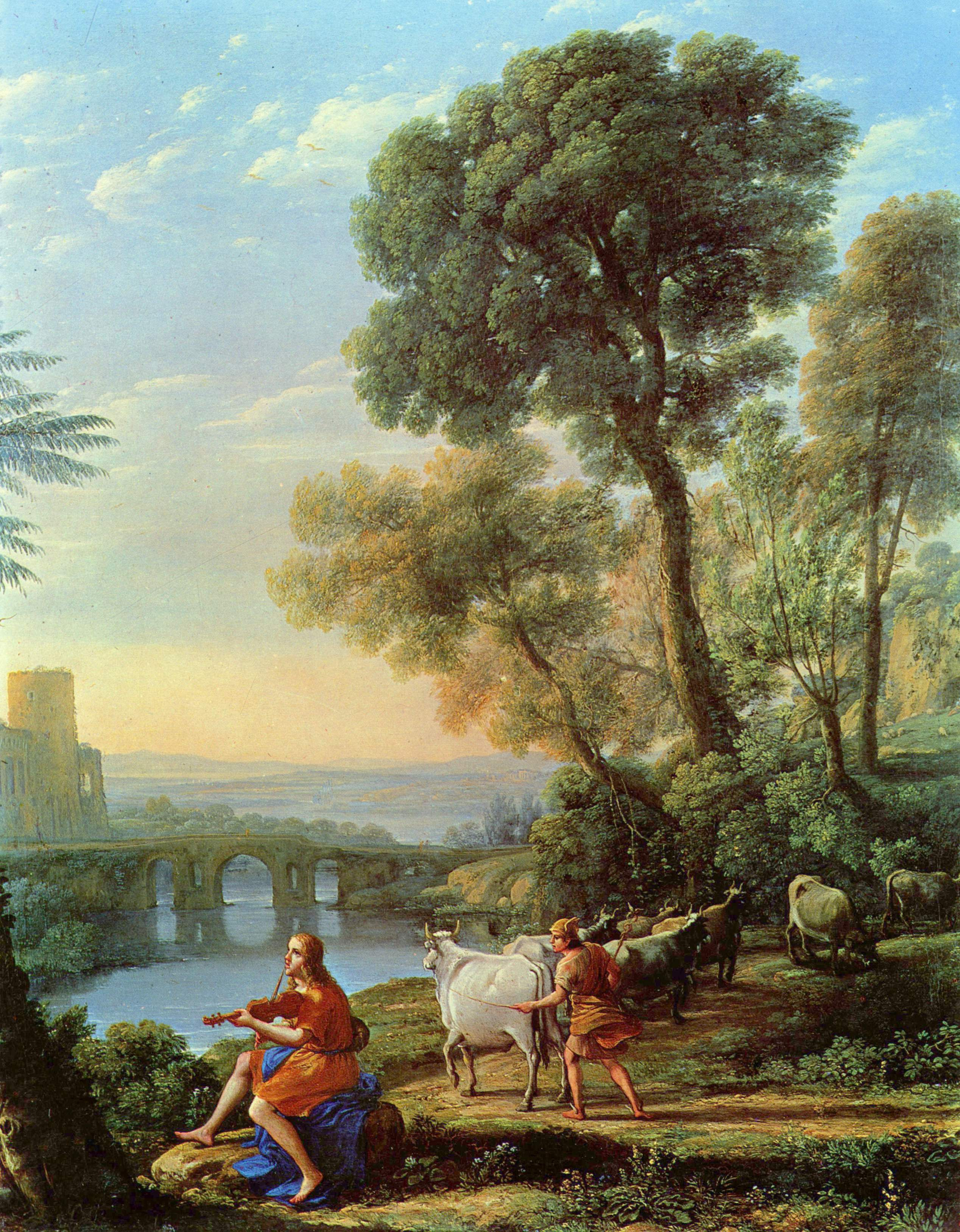
『アポロとメルクリウスのいる風景』(1645年)、ドーリア・パンフィーリ美術館、ローマ

ロランは弟子に親切で勤勉であり、非常に鋭い観察眼を持っていたと伝えられている。しかし、生前、彼のことを記録する者はいなかった。ヨアヒム・フォン・ザンドラルト(Joachim von Sandrart)がロランの生涯に関しては権威である(Academia Artis Pictoriae、1683年)。フィリッポ・バルディヌッチ(Filippo Baldinucci)はロランと近しかった数人から情報を得て様々な出来事をまた別の印象で語っている(Notizie dei professoni del disegno)。ジョン・コンスタブルはロランのことを「世界が今まで目にした最も完璧な風景画家」だと述べ、ロランの風景では「全てが美しく－全てが愛らしく－全てが心地よく安らかで心が温まる」と絶賛している。

## ギャラリー

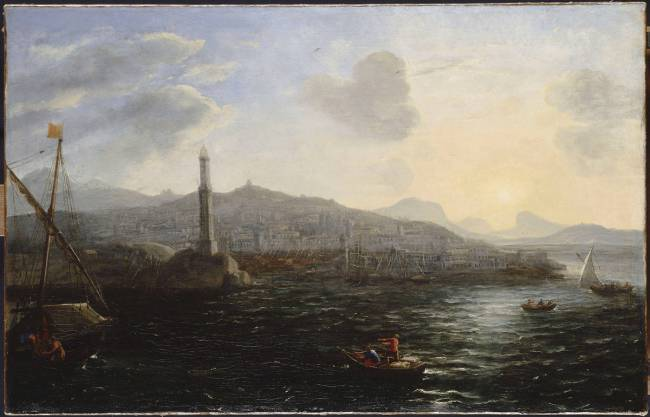
『海から見たジェノヴァ港』1627年-1629年 ルーヴル美術館所蔵
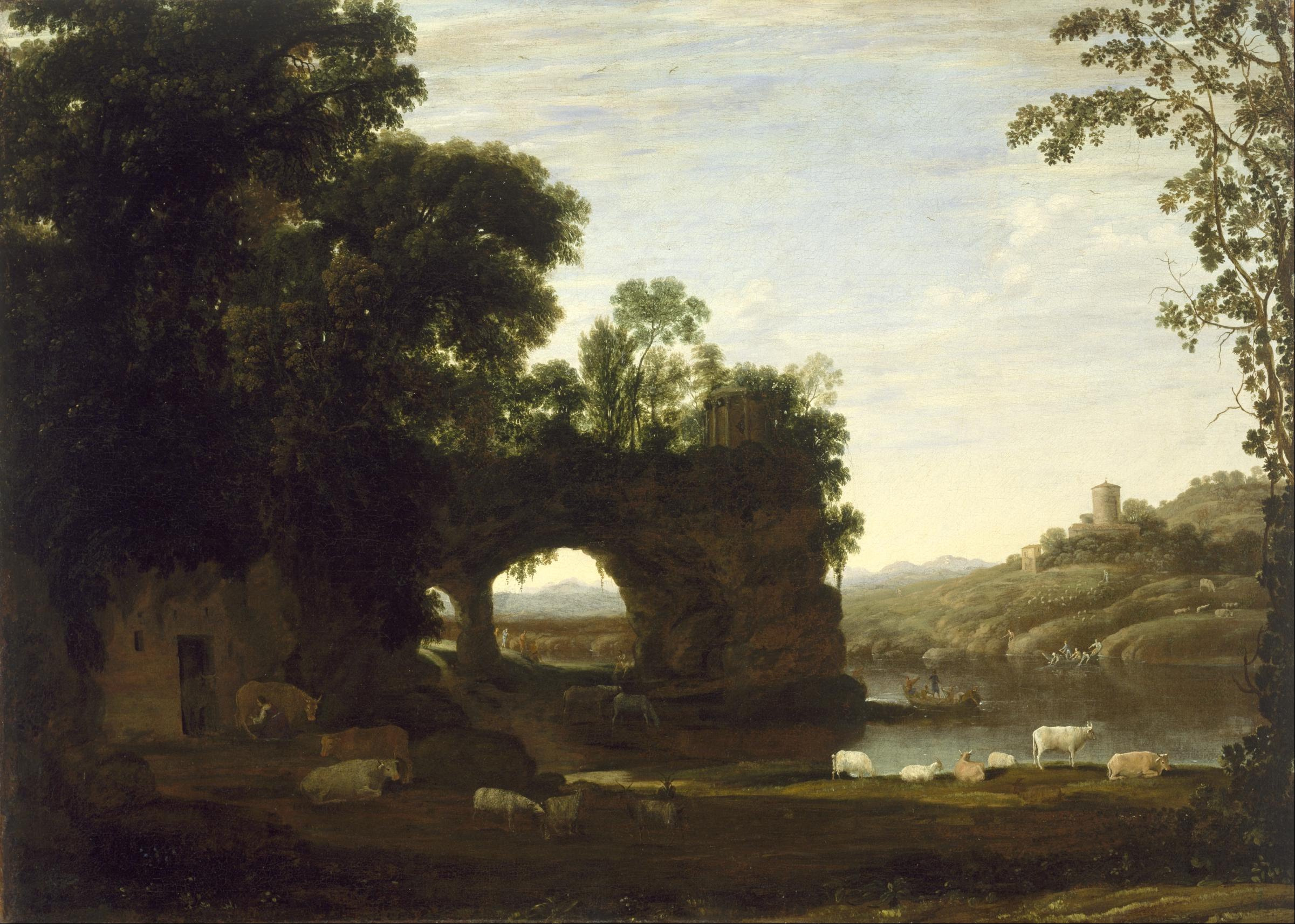
『岩のアーチと川』 1626年-1630年 ヒューストン美術館所蔵
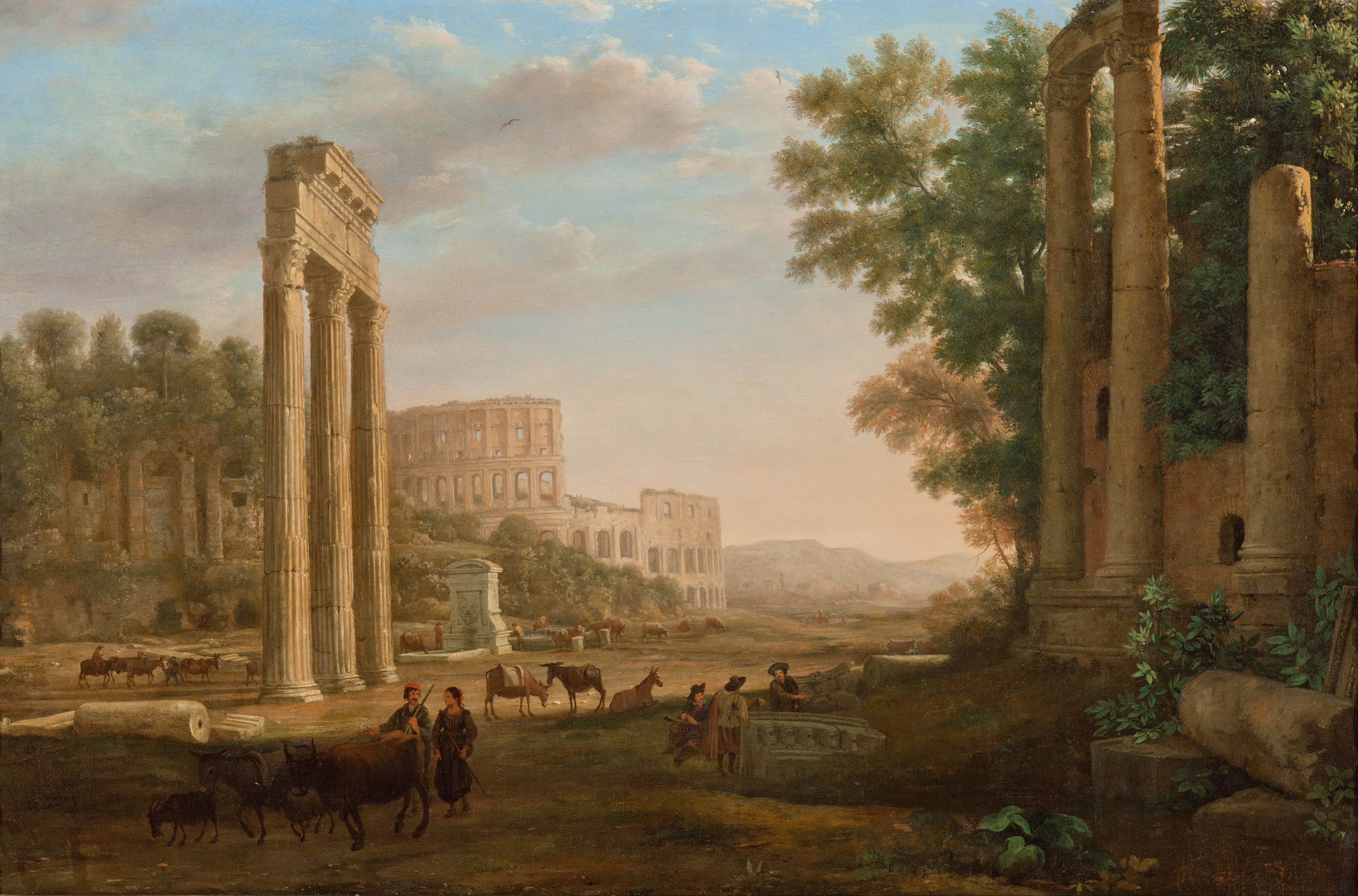
『フォロ・ロマーナの遺跡とカプリス』1634年頃 南オーストラリア美術館所蔵
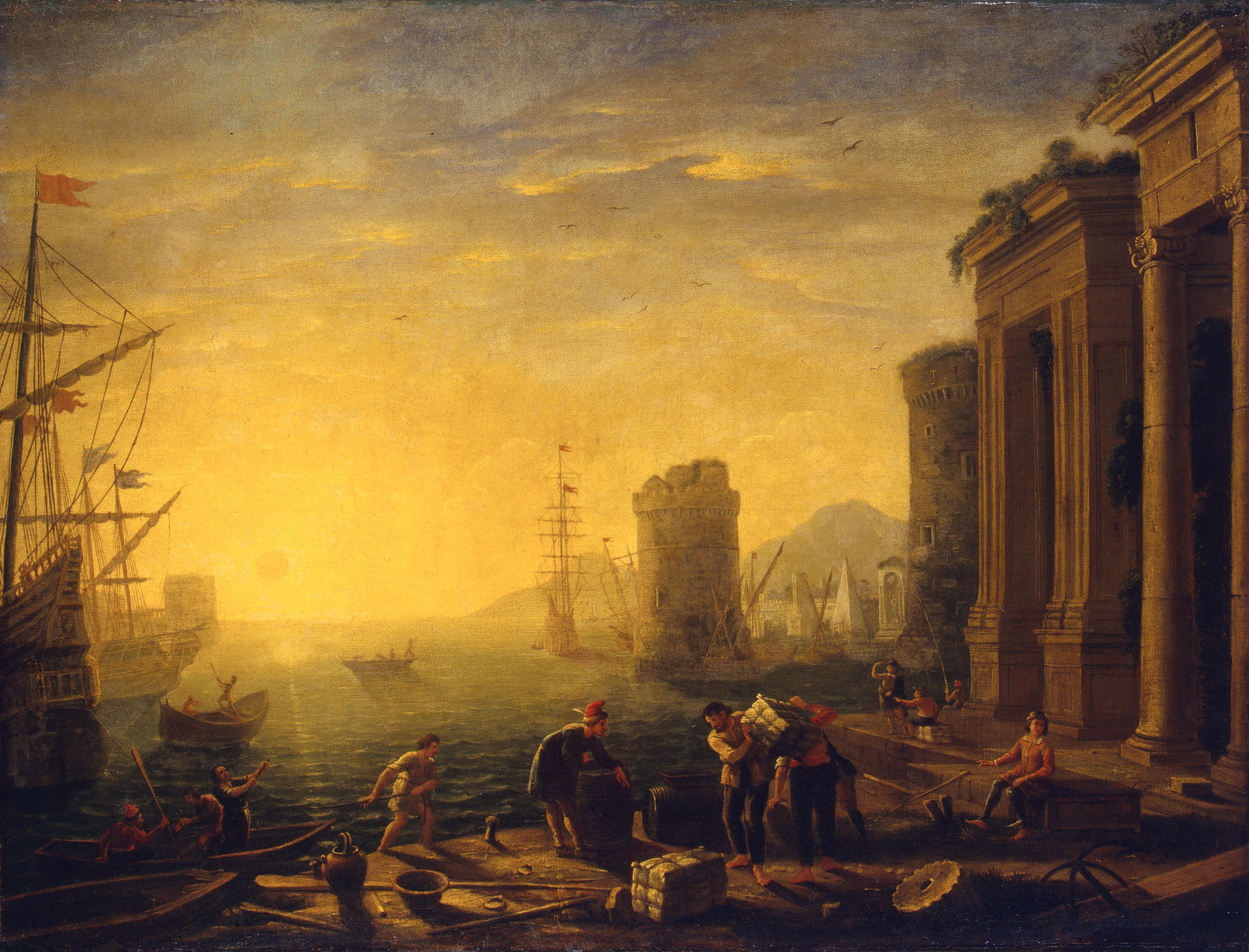
『朝の港』 1635年-1645年 エルミタージュ美術館所蔵
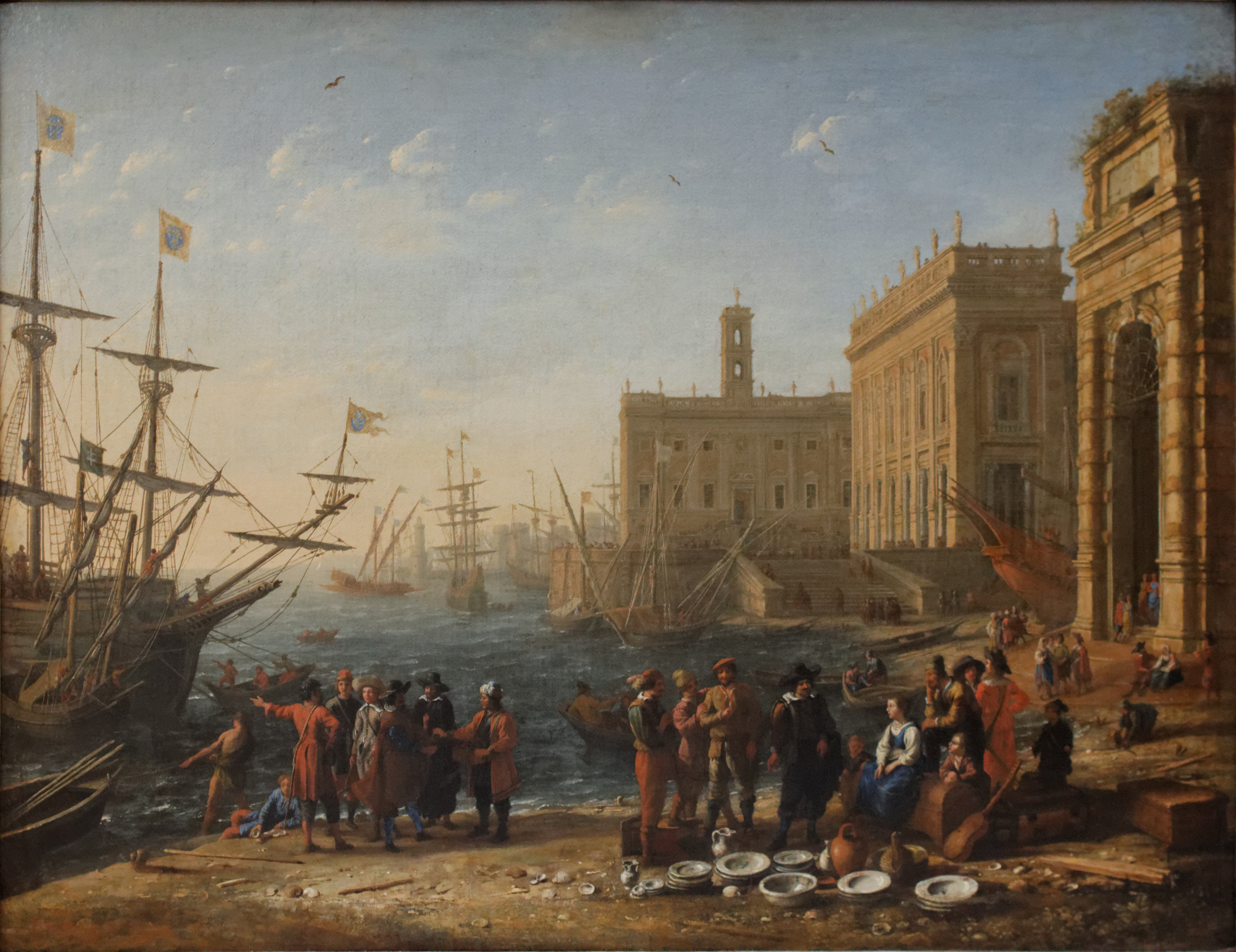
『国会議事堂のある港の眺め』1636年 ルーヴル美術館所蔵
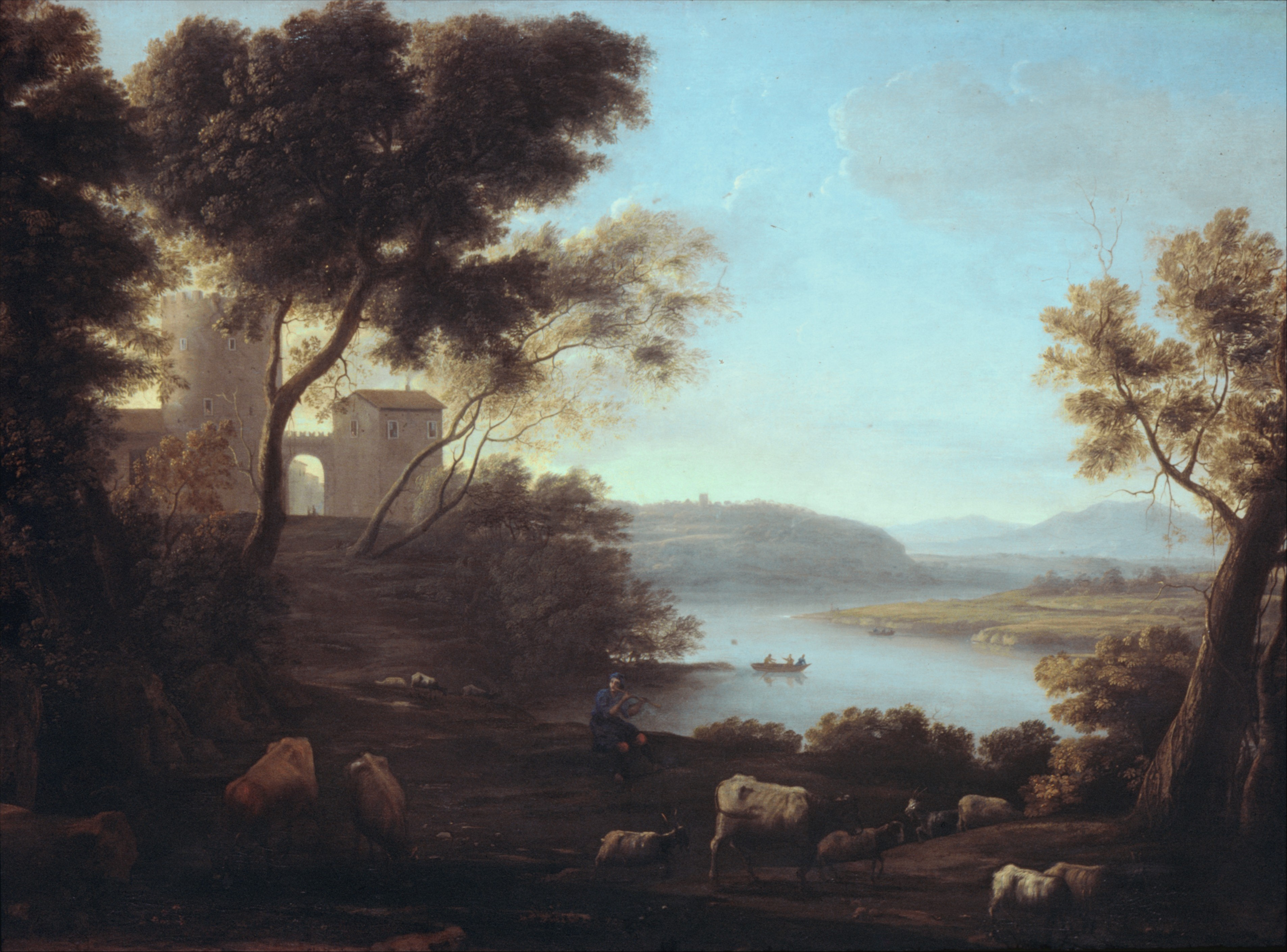
『ローマの田舎』1639年 メトロポリタン美術館所蔵
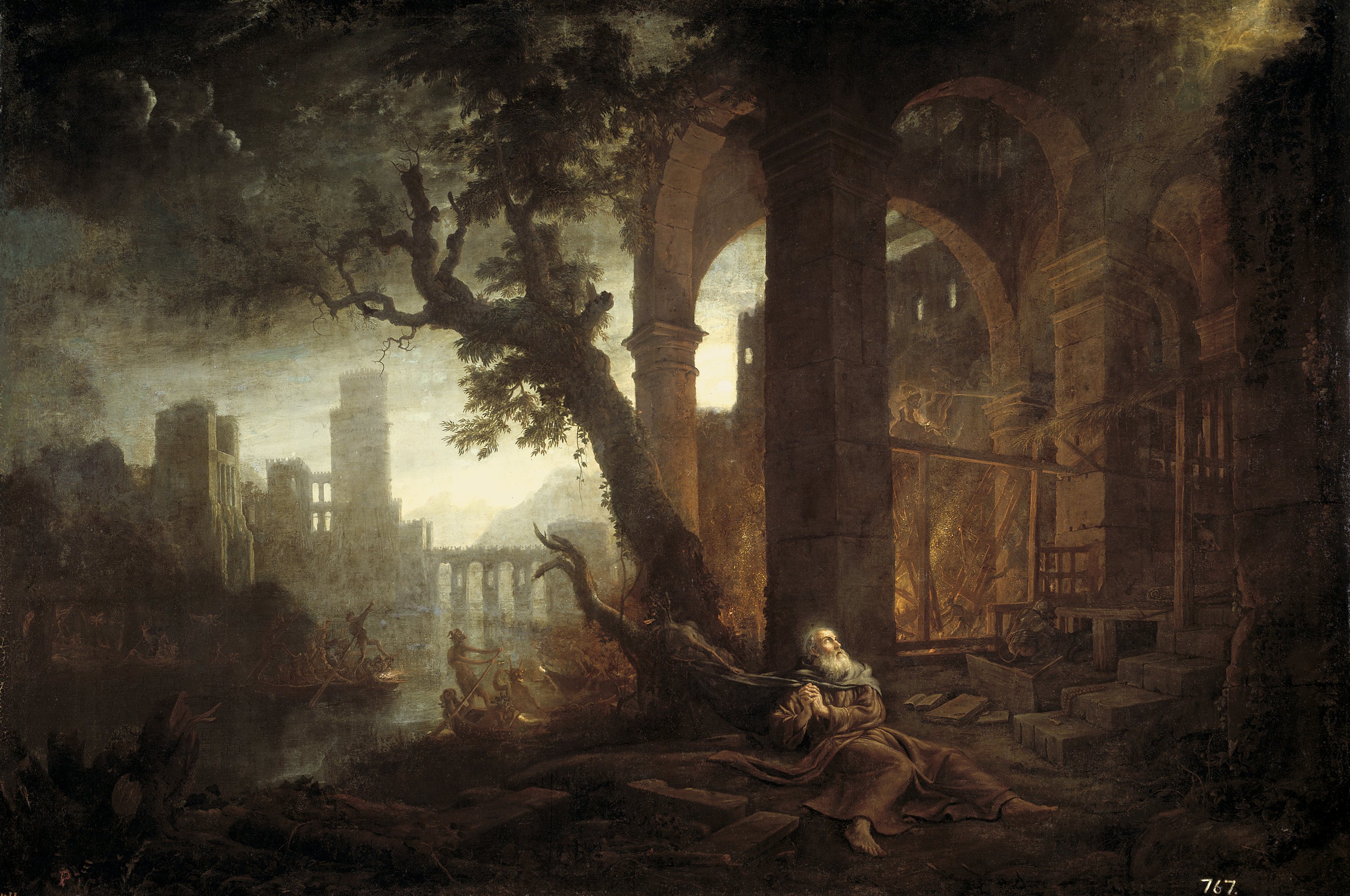
『聖アントニウスの誘惑のある風景』1638年 プラド美術館所蔵
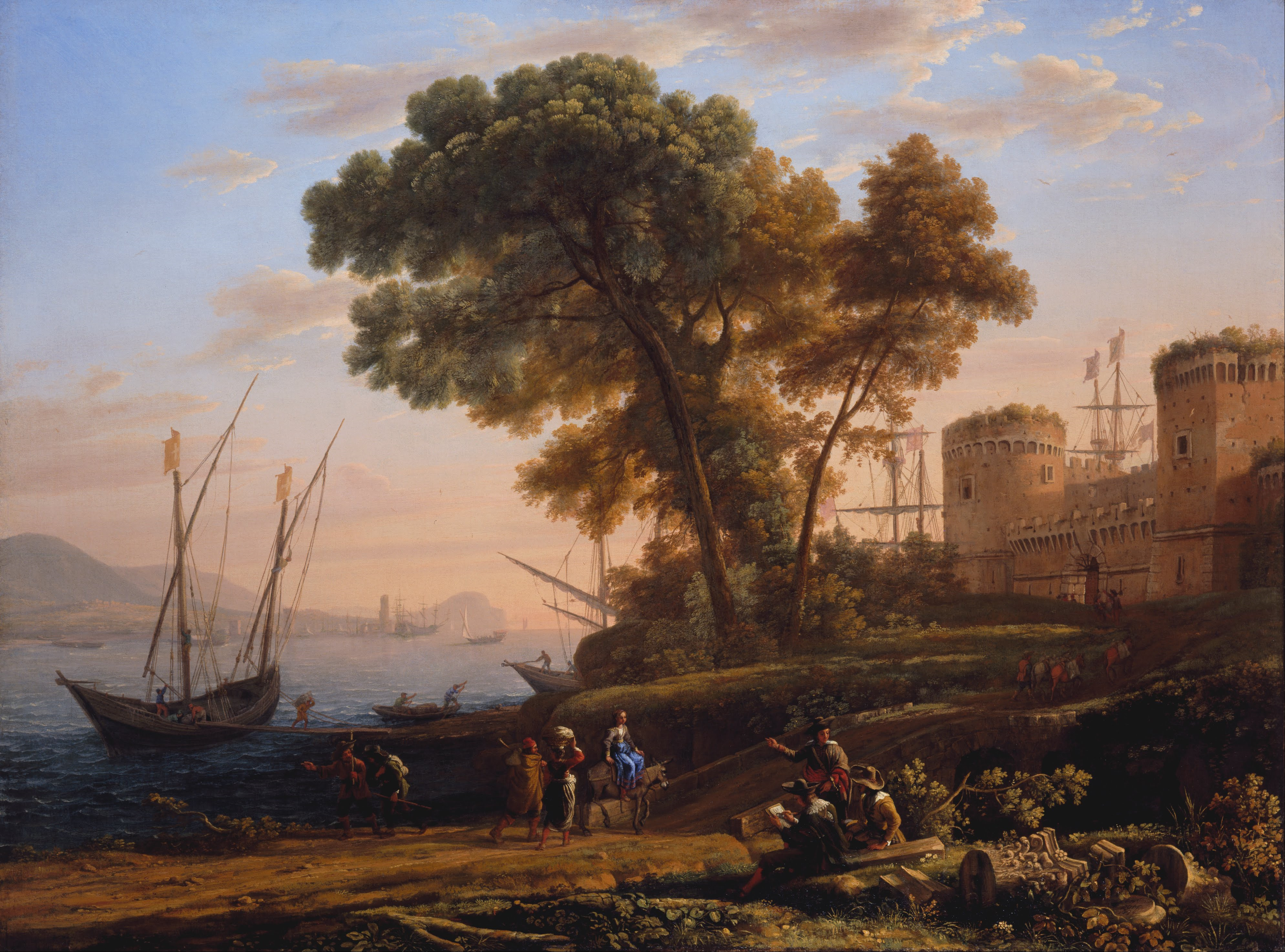
『自然を学ぶ芸術家』1639年 シンシナティ美術館所蔵
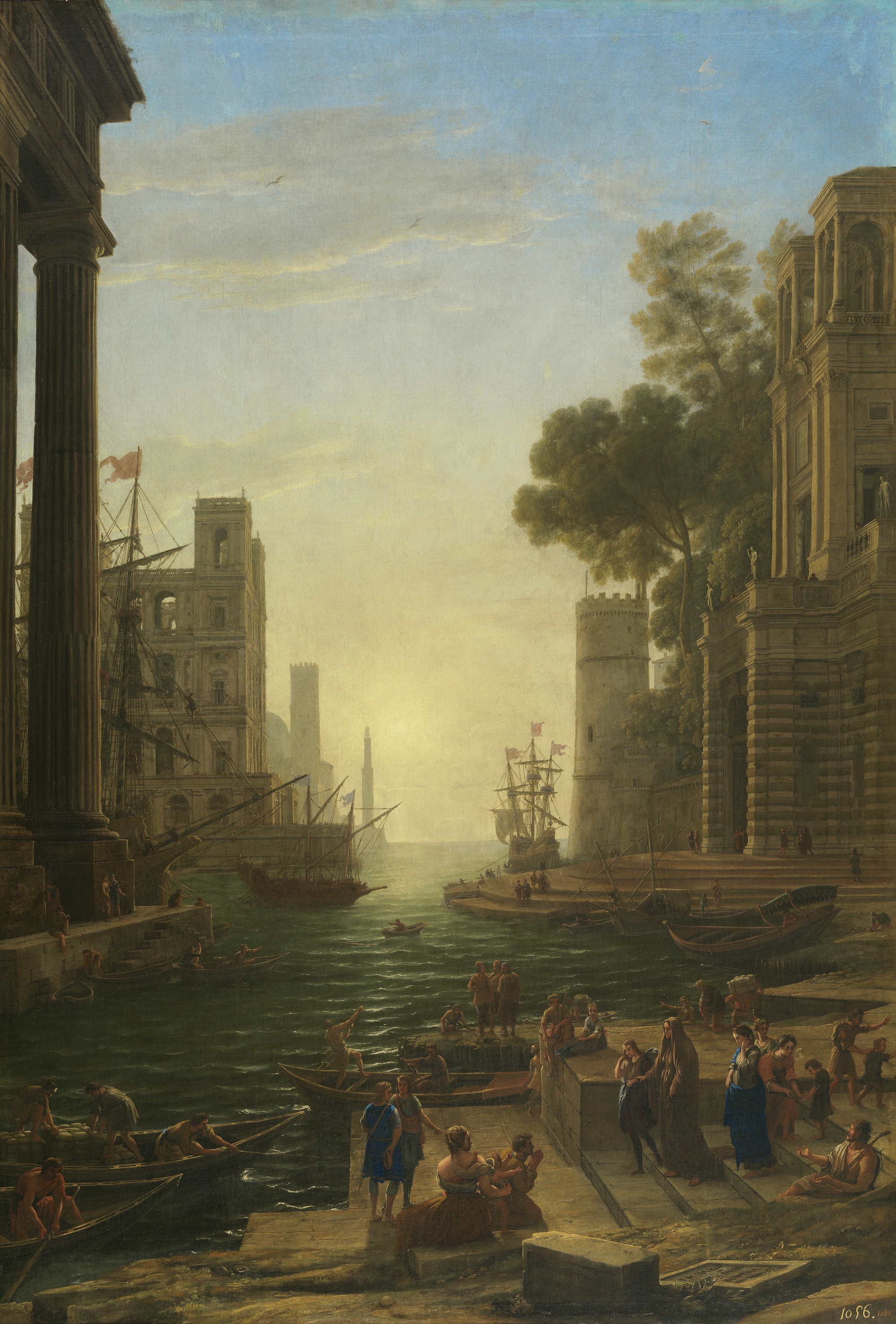
『オスティアで乗船するローマの聖パウラがいる風景』1939年 プラド美術館
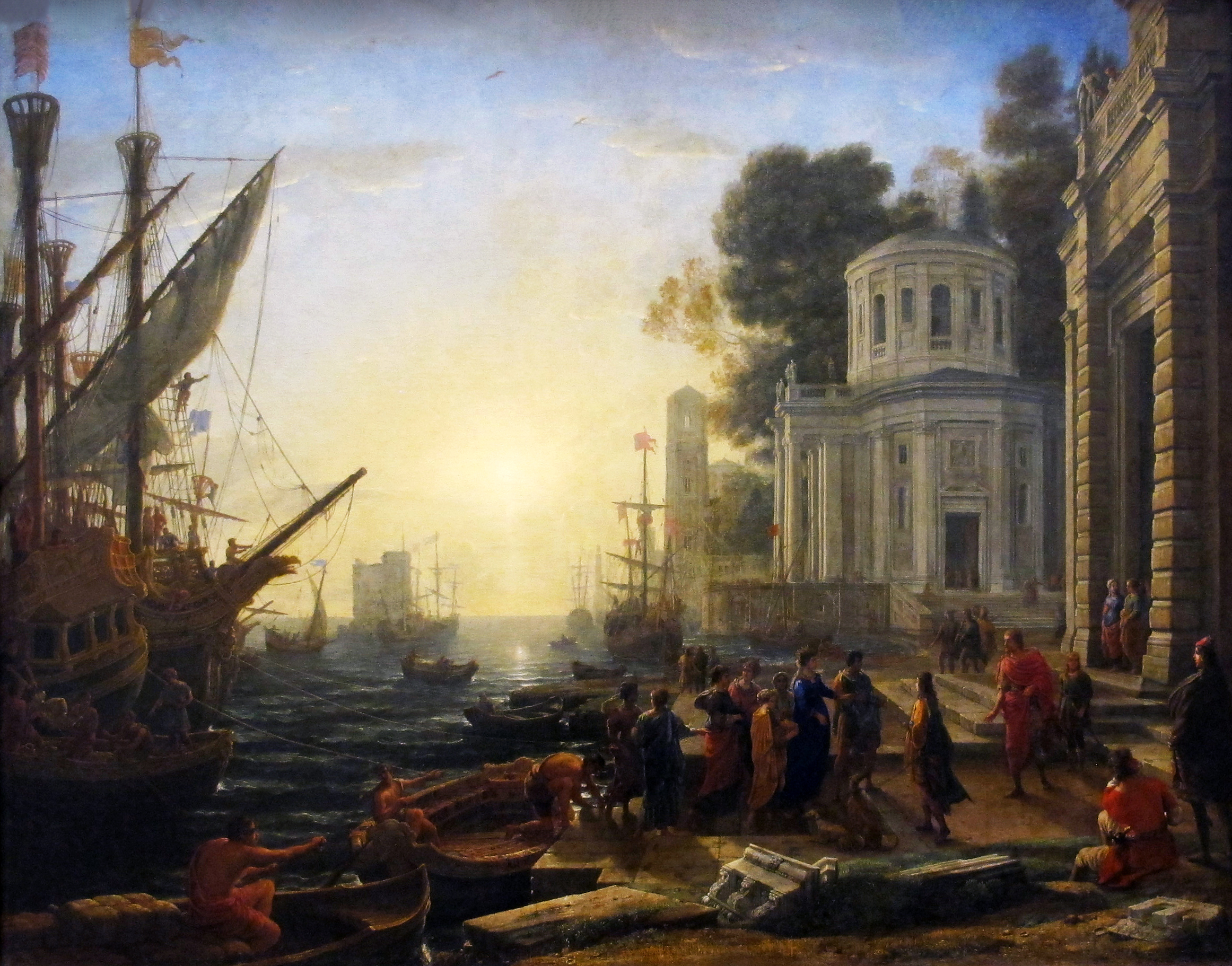
『タルソスに上陸するクレオパトラ』1642年-1643年 ルーヴル美術館所蔵
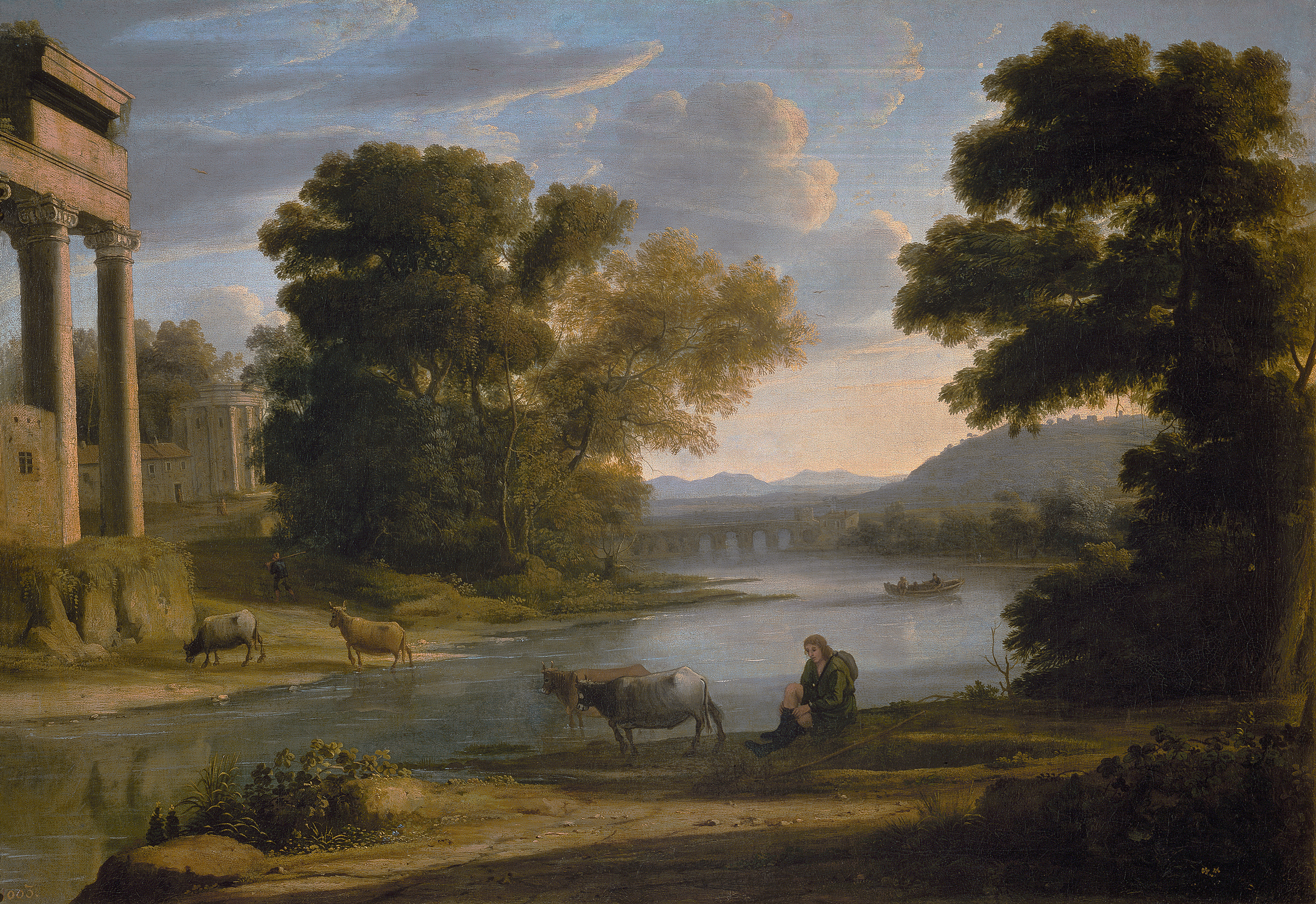
『浅瀬』1644年頃 プラド美術館所蔵
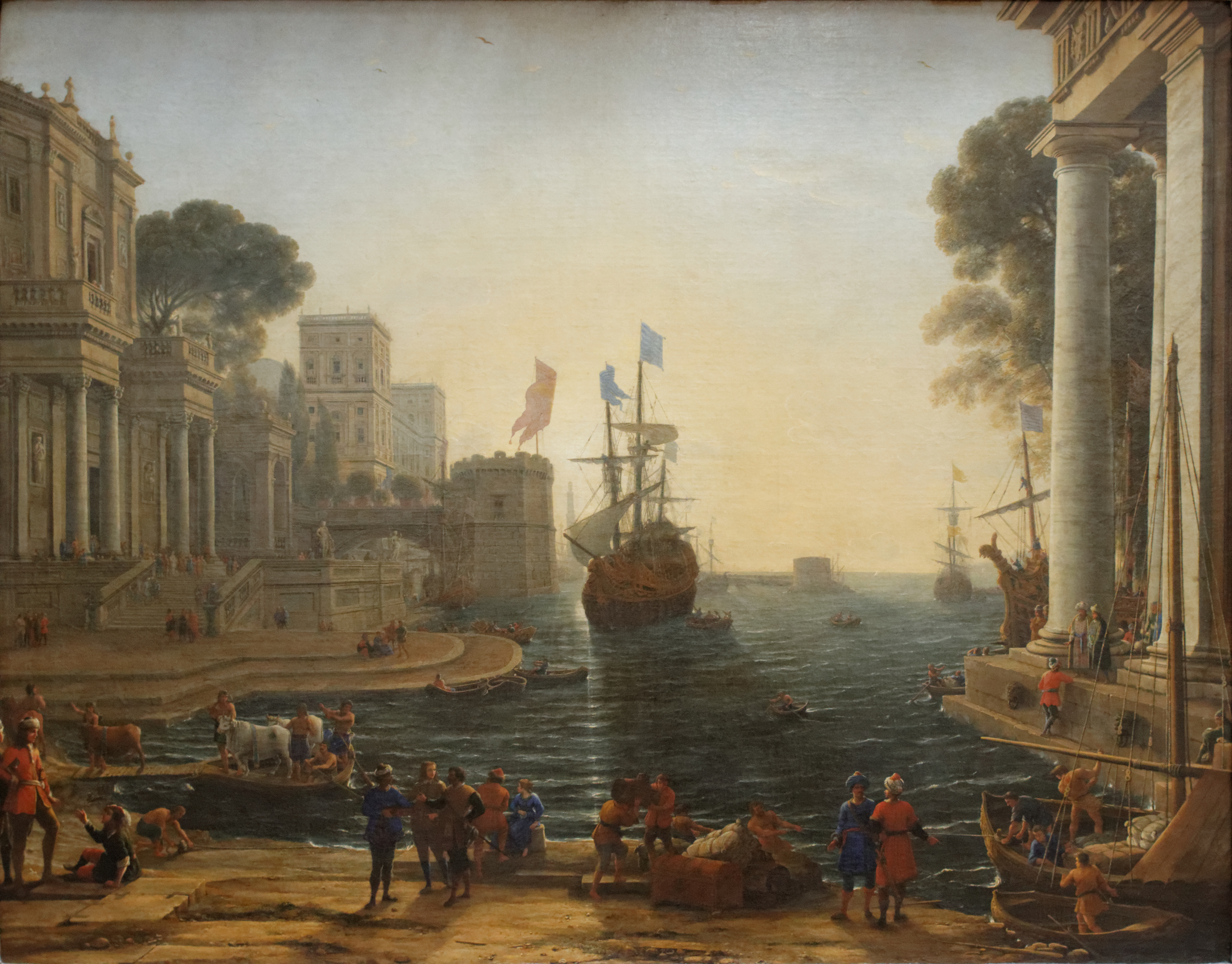
『クリュセイスを父親のもとへ送り届けるオデュッセウス』1644年頃 ルーヴル美術館所蔵
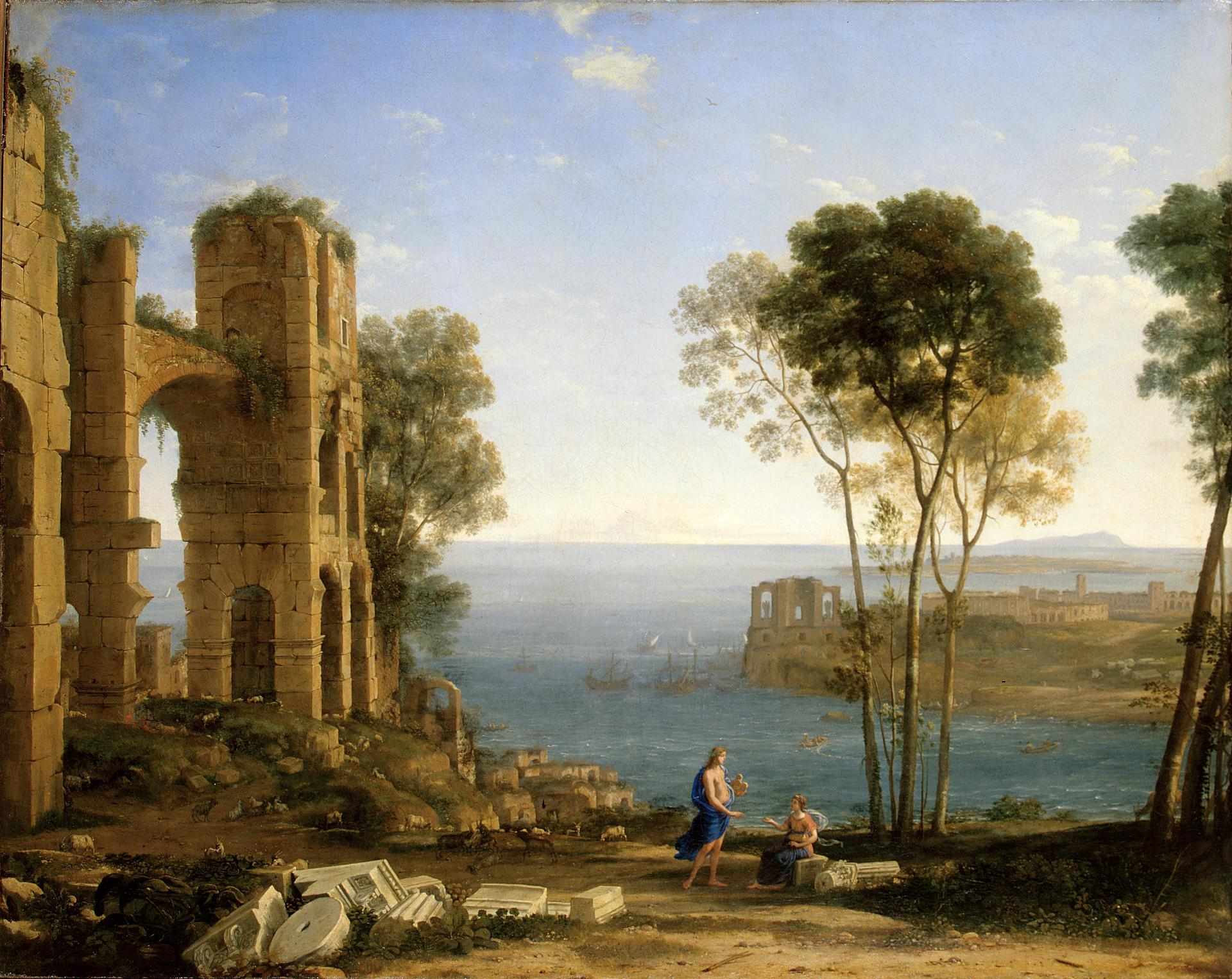
『アポロンとクマエの巫女のいる海岸の風景』1645年-1649年 エルミタージュ美術館所蔵
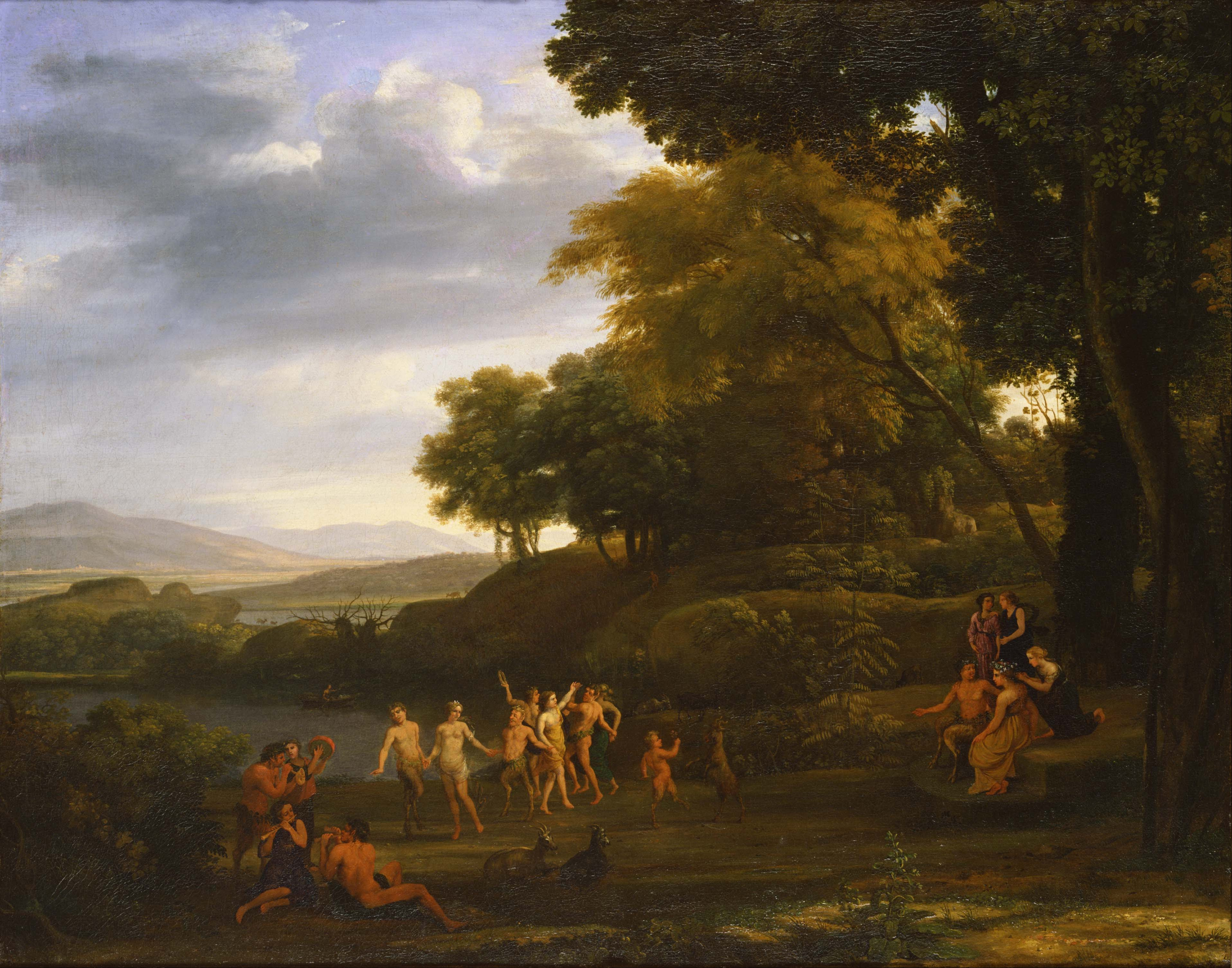
『踊るサテュロスとニンフのいる風景』1646年 国立西洋美術館
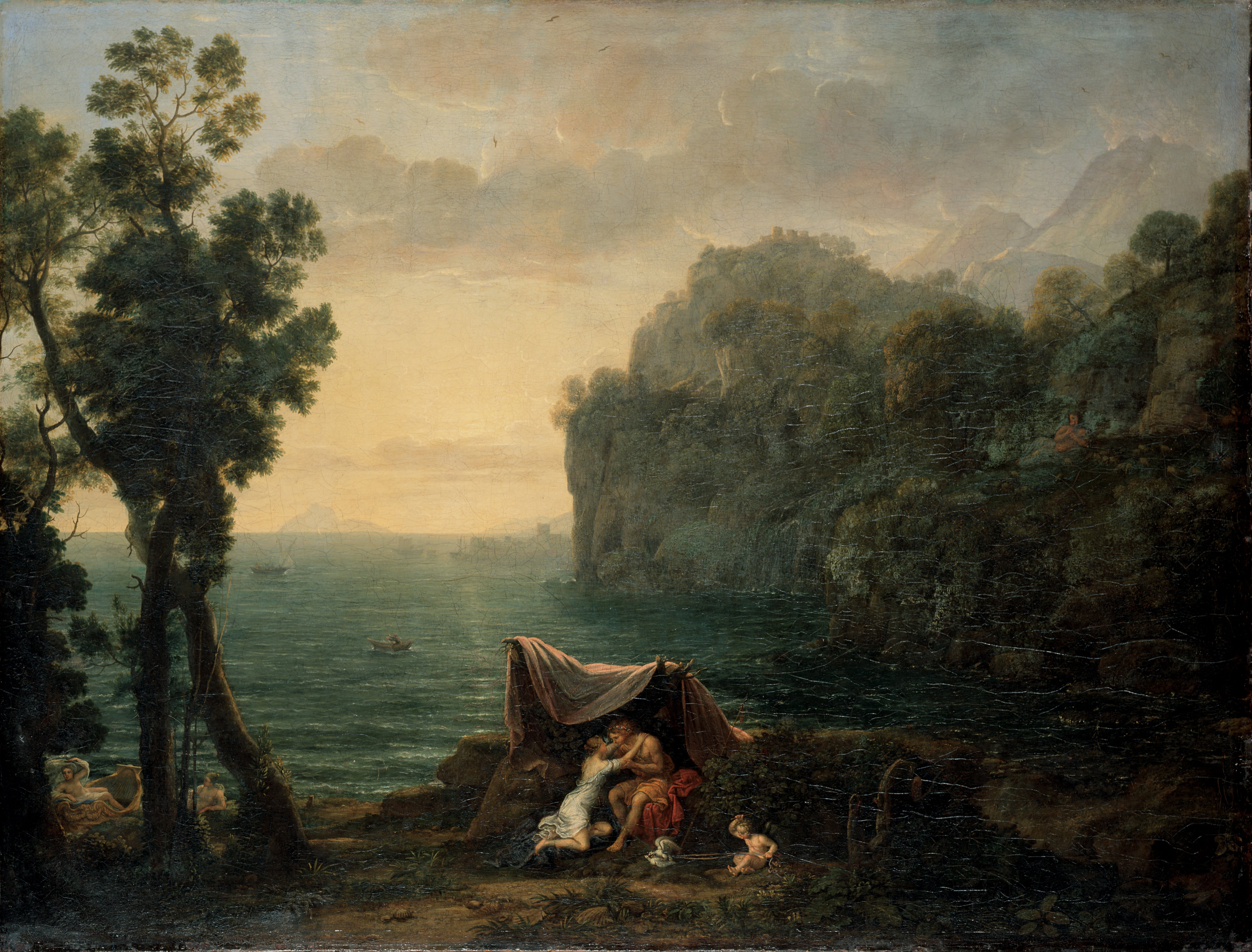
『アキスとガラテイアのいる風景』1657年 アルテ・マイスター絵画館所蔵
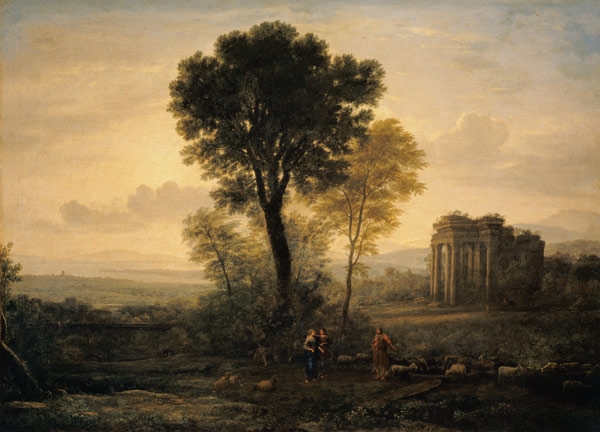
『井戸のそばのヤコブ、ラケル、レアのいる風景』1666年 エルミタージュ美術館所蔵